# Amanda Peterson
Amanda Peterson, född 8 juli 1971 i Greeley i Colorado, död 3 juli 2015 i Greeley, var en amerikansk skådespelare. År 1987 spelade hon mot Patrick Dempsey i den romantiska komedin Can't Buy Me Love. År 1988 vann hon pris för bästa kvinnliga skådespelare i TV-serien A Year in the Life.

## Filmografi
- 1982 – Annie
- 1982 – Father Murphy (TV-serie) (1 avsnitt)
- 1985 – Upptäckarna
- 1987 – Can't Buy Me Love
- 1989 – Listen to Me
- 1990 – Dr Howser (TV-serie) (1 avsnitt)